# 白星螺
白星螺（学名：Astralium haematragum）是鐘螺目蝾螺科星螺屬的一种。

## 型態描述
貝殼圓錐形，殼底中央紫色，周緣呈齒輪狀；口蓋紫色，橢圓形，殼長可達3公分。

## 分佈
本物種主要分佈於韩国、中国大陆、台湾，常栖息在潮间带到浅海的岩礁区。